# Anacoluthe
Une anacoluthe (ou anacoluthon) est une rupture dans la construction syntaxique d'une phrase. Il peut s'agir soit d'une maladresse involontaire de style, soit d'une figure de style utilisée délibérément pour prendre des libertés avec la logique et la syntaxe afin de sortir des constructions habituelles du discours écrit ou parlé. Toute anacoluthe, volontaire ou non, produit une perturbation de la compréhension immédiate.
En tant que faute de construction de la phrase, l'anacoluthe se caractérise par une rupture logique dans le propos, une ambiguïté involontaire sans bénéfice stylistique.
En tant qu'audace de style, l'anacoluthe peut se justifier par une formulation inattendue mais puissante. Ce procédé est alors surtout l'apanage de la poésie ou d'un ouvrage à prétention poétique s'autorisant des licences, c'est-à-dire des libertés dans la manière d'écrire ou de versifier.
Si l'on se réfère aux anciens ouvrages d'érudition rhétorique, la conception de l'anacoluthe a été loin de faire l'unanimité au cours du temps. Certains exemples font référence à des termes de figure admis par les uns ou omis par les autres.

## Étymologie
Le mot anacoluthe, substantif féminin en français, vient directement du grec ancien ἀνακολουθία / anakolouthía, formé du préfixe privatif ἀ(ν)- / a(n)- et du nom ἀκολουθία / akolouthía (« suite, cortège »), lui-même dérivé de l'adjectif ἀκόλουθος / akólouthos : « qui suit », donc suivant et suiveur, voisin, adjoint, postérieur ; lequel est parfois substantivé et peut donner alors : compagnon, assistant, servant (de messe), successeur, et bien sûr acolyte, dont il est l'origine directe. Anacoluthe signifie donc littéralement « qui ne suit pas ». Toutefois, le terme grec équivalent, passé au latin sous cette forme : ǎnǎcŏlūthǒn est lui-même du genre neutre.
Anatole Bailly le trouve chez le rhéteur Denys d'Halicarnasse (Ier siècle av. J.-C.) avec le sens : « inconséquent, sans suite dans le raisonnement » ; chez le grammairien Apollonios Dyscole (IIe siècle) avec le sens de « forme irrégulière » ; enfin chez Diogène Laërce (IIIe siècle) comme terme signifiant « n'est pas en séquence logique », sous la forme nominative ἀνακόλουθον / anakólouthon  que nous lui connaissons. Ce terme devrait grammaticalement être masculin ; mais le féminin lui a été attribué, sans doute par contamination par les autres figures de style dont les noms sont majoritairement au féminin.[réf. nécessaire]

## Usages dans l'écrit

### Présentation
L'anacoluthe était tout d'abord ― par le passé et encore souvent aujourd'hui — analysée comme une faute de raisonnement ou une erreur de grammaire. Son emploi comme figure de style est de ce fait délicat, la langue française étant assez pointilleuse quant « au non-respect de l'ordre syntaxique normal », si bien que se trouve parfois très ténue la frontière entre l'erreur de syntaxe involontaire, l'emploi volontaire mais maladroit de la rupture syntaxique et, enfin, le choix délibéré de l'anacoluthe comme figure de style pour un effet de sens communicable et une expressivité poétique accentuée, s'affranchissant victorieusement des règles communes ; peut-être pour les renouveler ; et en tout cas sûrement pour « [...] transforme[r] en beauté les faiblesses » par « l'alchimie poétique », selon le vœu d'Aragon dans sa préface à son recueil Les Yeux d'Elsa.
Mais l'anacoluthe n'a été répertoriée qu'au XVIIe siècle, non comme erreur mais comme figure de style, et sera donc exposée dans ce sens, à partir de citations, pour en éclairer la signification et en expliquer le style.

### Les différents types de ruptures syntaxiques

#### L'anacoluthe
Déjà au début du XIXe siècle le grammairien Pierre Fontanier considérait que l'anacoluthe « n'avait plus cours », en ce sens qu'elle n'était déjà plus considérée comme une faute. Elle consistait en une ellipse du « corrélatif d'un mot exprimé », c'est-à-dire une omission d'un élément nécessaire à la compréhension du texte, afin de produire un effet de raccourci. Exemple, l'anacoluthe du distique suivant :

« Ma foi, sur l'avenir bien fou qui se fiera :

Tel qui rit vendredi dimanche pleurera [tel celui qui rit…]. »

— Jean Racine, Les Plaideurs
La disparition de l'élément corrélatif, celui, qui vient simplifier la syntaxe sans ternir le sens de la phrase, ne constitue plus une singularité : cette ellipse a été depuis longtemps assimilée par la langue moderne et n'est pas à considérer comme une rupture de construction.
Mais ces effets de « jeux avec la langue » revêtent des formes différentes, parfois proches, parfois éloignées de l'anacoluthe selon la figure de style à laquelle on a affaire. C'est ce qui est examiné ci-après.

#### Le zeugma
Cette figure, proche de l'anacoluthe, est une rupture syntaxique, mais d'une façon beaucoup moins radicale.
▶ C'est le cas avec les constructions où le verbe s'applique à la fois à un groupe nominal complément d'objet et à une proposition subordonnée :

« Ah ! savez-vous le crime et qui vous a trahie ? »

— Racine, Iphigénie
« L’usage courant voudrait que l'on répète "savez-vous". En effet, l'association d'un nom (le crime) et d'une proposition relative (qui vous a trahie) sans la répétition du verbe n'est pas autorisée dans la structure classique ». Cet exemple montre bien d'ailleurs la proximité du zeugma avec l'anacoluthe, car il peut aussi s'analyser comme une ellipse de l'élément corrélatif : « Savez-vous le crime et [celui] qui vous a trahie ? ». Par cette entorse, bien sûr volontaire, Racine attire l'attention du spectateur sur la trahison et sur l'émotion accompagnant cette révélation et cette interrogation, les sentiments apportant ainsi leur désordre jusque dans la syntaxe.
▶ C'est aussi le cas avec les constructions où le verbe s'applique à une proposition infinitive et à une proposition conjonctive :

« Elle lui a demandé de faire ses valises et qu'il parte immédiatement »

Ces constructions ne heurtent plus vraiment, sinon dans la langue châtiée, et sont presque passées dans la langue courante.

#### L'inversion
Dans sa forme stylistique, elle est surtout rencontrée en poésie versifiée classique où l'usage s'en est établi depuis l'origine, soit pour sa commodité de prosodie ou de rythmique, soit pour mettre en valeur un membre de phrase. La figure est principalement limitée aux inversions grammaticales « sujet-verbe », « sujet-compléments » et « verbe-compléments ».
▶ Exemple avec compléments de nom :

« Que les temps sont changés ! Sitôt que  de ce jour

La trompette sacrée annonçait le retour,

Du temple, orné partout de festons magnifiques,

Le peuple saint en foule inondait les portiques ;... »

— Jean Racine, Athalie, Acte I, scène I (réplique de Abner à Joad)
Deux inversions de mots signifiant « le retour de ce jour » et « les portiques du temple » mettent en relief le jour et le temple au cours de cette fête religieuse.
La seconde inversion est la conséquence de celle des 3e et 4e vers « Le peuple saint en foule inondait les portiques / Du temple, orné... »

L'écrivain Serge Koster souligne l'expressivité renforcée que provoquent ces inversions en affirmant :  

« L’hyperbate, ou renversement, inversion [ NDLR : attention, quoique proches et se recoupant, l'inversion et l'hyperbate sont néanmoins des figures distinctes ] : les classiques ont une prédilection pour cette figure qui, changeant le cours banal de l’ordre grammatical, accorde  les exigences métriques et le suspens du sens. Voici l’officier Abner dans Athalie, (I, 1) : il annonce au grand prêtre Joad sa participation à la cérémonie où l’on célèbre la loi donnée sur le mont Sinaï. Pas un vers où l’inversion des compléments ne mobilise des pouvoirs qui forcent l’attention de l’auditeur. »

▶ Exemple avec l'inversion verbe-sujet :

« Il viendra quand viendront les dernières ténèbres. »

— Victor Hugo
La métrique du vers, redoublée par l'inversion finale, met l'accent sur le dernier mot, et souligne l'atmosphère tragique, sombre et funeste de ces ténèbres ultimes.
▶ Exemple avec l'inversion verbe-complément, qui ici est un artifice pour permettre la rime " rajeunie / vie " :

« Un certain loup, dans la saison
Que les tièdes Zéphyrs ont l’herbe rajeunie,
Et que les animaux quittent tous la maison, 
Pour s’en aller chercher leur vie, [...] »

— Jean de La Fontaine, Le Cheval et le Loup. Livre V, fable 8

#### La tmèse
La tmèse, du grec τμῆσις : tmêsis (« coupure »), est une figure de construction appelée également « disjonction morphologique » qui consiste à séparer deux éléments de phrase habituellement liés en y intercalant un ou plusieurs autres mots.
Citons deux types de disjonctions :
- disjonction syntaxique :

« Les hommes parlent de manière, sur ce qui les regarde, qu'ils n'avouent d'eux-mêmes que de petits défauts. »

— La Bruyère, Les Caractères

« Telles, immenses, que chacune

Ordinairement se para... »

— Mallarmé, Prose pour des Esseintes
- disjonction sémantique :

« Et ils mangèrent des pommes bien vieilles de terre (cité par Georges Molinié). »

Quand la tmèse s'applique à un mot composé ou à une locution, par exemple, l'effet est aléatoire ou prétend à l'humour. Le procédé est bien représenté dans la poésie hermétique.

« Tambour et gifles battantes »

— Marcel Cressot, Le style et ses techniques
L'exemple cité, que le rhétoricien Henri Morier appelle un attelage, consiste « à compléter l'un des termes d'une locution par un second terme qui en rompt le caractère stéréotypé et renouvelle l'expression », ici « tambour battant ».
Mais si certaines de ces phrases ont un but humoristique, elles risquent la lourdeur[non neutre].
Il faut cependant signaler l'importance de la tmèse dans la poésie italienne. Selon le linguiste Mauro Candiloro, « dans la tradition poétique italienne, la tmèse est étroitement liée à la rime, en ce sens que les mots sont tronqués pour garantir la rime. C’est pourquoi on classe la « rime en tmèse » parmi les « rimes techniques » de la poésie italienne. »

#### Le solécisme
Un solécisme est une « faute dans les déclinaisons, dans les conjugaisons ou dans les constructions. ».
- Exemple connu (et fréquemment usité) de faute syntaxique dans une correspondance : le sujet sous-entendu de la proposition circonstancielle et celui de la proposition principale sont différents.

« Dans l'attente de votre réponse, veuillez agréer, monsieur… »

Au lieu de :

« Dans l'attente de votre réponse, je vous prie d'agréer, monsieur… »

Assez courante, cette faute engendre souvent des imprécisions ou des maladresses. Par exemple :

« Bien connus des services de gendarmerie, les gendarmes ont perquisitionné au domicile de trois jeunes Avranchais »

— La Gazette de la Manche du 30 juillet 2014, dans Le Canard Enchaîné du 13 août 2014
- On peut également commettre un solécisme (erreur logique) en subordonnant un complément circonstanciel au mauvais groupe de mots.

« En raison d'un bagage oublié, l'incident est terminé mais le trafic reste perturbé sur l'ensemble de la ligne. »

- Pour démontrer les dangers du solécisme, on peut citer par exemple celui, assez malencontreux, de l'écrivain Robert Sabatier :

« Bien rincé, la mémé mettait le beurre dans la baratte. »

— Les allumettes suédoises,   Robert Sabatier  
Ici, le fait que beurre est masculin, alors que mémé est féminin, évite une mauvaise interprétation à l'écrit : le lecteur rétablit de lui-même le sens de la phrase en considérant « beurre » comme sujet de la phrase. Mais, à l'oral, cela laisse penser, spontanément, que c'est la mémé qui est bien rincée.
- On peut rattacher à cette faute la construction délicate avec la locution « s'être vu » + l'infinitif, où la tentation est forte de placer par concision le pronom réfléchi « s' » comme complément du verbe à l'infinitif, alors qu'il n'est que son sujet. Généralement, le contexte sauve le sens.

« Il s’est vu décerner le premier prix. »

Au lieu de :

« Il s'est vu recevoir le premier prix. »

Normalement, dans le premier cas, on devrait traduire qu'il s'est vu lui-même en train de décerner un prix. Mais il est sûr que le sens voulu était qu'il a vu un prix qui lui a été décerné. « Se voir » correspond à une « vision de soi faisant une action » et non la « vision d'un fait qui se réalise pour soi ».
- On peut y ajouter les phrases construites de façon trop raccourcie et qui en deviennent ambiguës :

« Elle est vivement éprise du jeune homme [musicien] et l’appelle pour lui donner des leçons. »

— Revue de Paris, (1835)
Comme souvent, le contexte permet de deviner qui donne les leçons. Mais selon une règle fondamentale du français, ce devrait être le sujet principal.
La phrase non ambiguë aurait dû être :

« Elle est vivement éprise du jeune homme [musicien] et l’appelle pour qu'il lui donne des leçons. »

Si les deux sujets sont de même sexe, l'ambiguïté ne peut être levée qu'en disant :

« Il est vivement épris du jeune homme [musicien] et l’appelle pour que ce dernier lui donne des leçons. »

- Il y a aussi des ellipses et des raccourcis familiers :

« C'était un de ces jeux qu'on prenait plaisir avec. »

« Ma gonzesse, celle que j'suis avec. »

— Renaud, Ma gonzesse, 1979
L'anglais utilise volontiers ce type de construction, qui n'y constitue aucunement une faute de syntaxe mais relève au contraire du style châtié voire soutenu : It was one of these games we had fun with. Ou ce refrain fameux : If you can't be with the one you love, love the one you're with. [L'anglais confirme son attrait pour les anacoluthes dans cet emploi usuel : the police are coming, signifiant que la police arrive mais se traduisant mot-à-mot par « la police arrivent », l'anacoluthe consistant ici à sous-entendre que la police est constituée de plusieurs policiers en train d'arriver.]
Fait rarissime, on trouve une tournure adverbiale — que l'on peut toutefois considérer comme une inversion — chez La Fontaine :

« Il avait dans la terre une somme enfouie

Son cœur avec, n'ayant d'autre déduit 

Que d'y ruminer jour et nuit. »

— Jean de La Fontaine, L'Avare qui a perdu son trésor. Livre IV, 20)

#### Le barbarisme
Le barbarisme est brièvement évoqué ici dans le but de le différencier du solécisme précédemment décrit.
Un barbarisme est une faute de langue qui enfreint les règles de la morphologie (c'est-à-dire que la forme employée n'existe pas), et non celles de la syntaxe (c'est alors un solécisme : la forme existe mais est utilisée d'une manière grammaticalement incorrecte). Il consiste à importer dans une langue donnée des formes qui sont usuelles dans une langue étrangère, à utiliser un mot de façon incorrecte ou encore à utiliser un mot inexistant.
Exemples :
- recouvrir la vue pour recouvrer la vue : « recouvrir » mot existant mais mal utilisé ;
- abrévier pour abréger : « abrévier » mot inexistant, inventé à partir de l'adjectif « bref, brève ».

#### L'anastrophe
Cette figure de mots, « variante d’hyperbate mais qui inverse l’ordre habituel des mots », impose un changement de l'ordre habituel des termes ou des segments de la phrase; elle est principalement utilisée en poésie. Elle ne doit pas changer le sens des mots. Généralement, un sujet, une apposition (procédé qui permet de qualifier un nom par un mot ou un groupe de mots sans lien ni verbe), un complément d'objet ou une subordonnée sont anticipés, c'est-à-dire énoncés bien avant la fin de la phrase, le verbe ou les termes subordonnés concernés.

« Qui voudra connaître à plein la vanité de l'homme n'a qu'à considérer les causes et les effets de l'amour. [...]
Le nez de Cléopâtre, s'il eût été plus court, toute la face de la terre aurait changé. ».

— Blaise Pascal, Pensées
On discerne classiquement une bizarrerie dans cette pensée attribuée à Pascal. Mais malgré l'anticipation du sujet qui précède immédiatement la proposition, la connexion par le pronom de rappel, « il », se fait naturellement et le sens n'est pas compromis. Tout au contraire, cette « antéposition » apporte une suspension qui retient l'attention et met l'esprit en attente.
Ce procédé est courant dans la langue parlée : « Tu ne sais pas la dernière avec Henri… son professeur de maths lui a demandé… ». Ainsi, on peut transcrire : « Le nez de Cléopâtre… [— Oui, qu'a-t-il ? —] S'il eût été plus court… ».
Notons cependant que cette citation est classiquement analysée de plusieurs manières :
- soit comme une anacoluthe du fait du changement de sujet grammatical : « Le nez » remplacé par « la face du monde » ;
- soit comme une anastrophe du fait de l'inversion de l'ordre habituel des mots : déplacement du sujet « Le nez de Cléopâtre » en tête de phrase ;
- soit comme une prolepse du fait de l'anticipation de mots positionnés avant leur place normale dans la phrase : « Le nez de Cléopâtre ».

Précisons cependant que, selon Patrick Bacry, « l'anacoluthe est si proche de la prolepse que la différence entre les deux figures est « fort ténue ».

« Étroits sont les vaisseaux, étroite notre couche.

Immense l’étendue des eaux, plus vaste notre empire

Aux chambres closes du désir. »

— Saint-John Perse, Amers, « Strophe »
Ici les mots « Étroits / étroite / Immense / vaste » sont inhabituellement positionnés avant les noms qu'ils qualifient respectivement.

« Toutes les dignités que tu m'as demandées,

Je te les ai sur l'heure et sans peine accordées. »

— Pierre Corneille, Cinna
Dans l'exemple ci-dessus, le complément en « antéposition » se rapporte cette fois au complément d'objet direct du verbe de la principale et met naturellement « en avant » les faveurs multiples accordées (= « tu te rappelles tout ce que tu m'as demandé… eh bien, je t'ai tout accordé »).
Ce procédé est bien connu des linguistes : il s'agit de la thématisation, qui, en français, est caractéristique de la langue parlée (ou d'un dialogue théâtral) et bien souvent considérée comme une maladresse lorsqu'on la trouve dans le langage écrit (sauf s'il s'agit d'un dialogue).

### L'anacoluthe comme connexion logique remplaçant la cohérence syntaxique
Dans ce type de construction, la syntaxe de la langue n'est pas respectée et il est donc demandé au lecteur d'établir lui-même les liens entre les différentes parties de la phrase en s'appuyant sur le contexte.
▶ Chez Paul Valéry :

« Étourdie, ivre d'empyreumes,

Ils m’ont, au murmure des neumes,

Rendu des honneurs souterrains. »

— Paul Valéry, La Pythie
C'est ce que le rhétoricien Jean-Jacques Robrieux appelle « Une anacoluthe archaïsante, car rappelant la syntaxe latine ». Ici il y a rupture entre les mots « Étourdie, ivre d'empyreumes » et le pronom « m' » auxquels ils se rapportent. En effet, la phrase poétique s'analyse ainsi :
- le sujet du verbe principal « ont » est masculin pluriel, « ils » (les hommes),
- le complément d'objet indirect, du verbe principal, est le pronom « m' » (La Pythie), féminin singulier,
- donc, le participe passé « étourdie » est dit apposé, c'est-à-dire séparé et placé avant le pronom personnel « m' ».

Une construction syntaxique normale serait : « Ils (les hommes) m’ont rendu des honneurs souterrains, (sous le) au murmure des neumes, (à moi la Pythie qui suis) étourdie et ivre d'empyreumes »
▶ Chez Félix Leclerc :

« Moi, mes souliers ont beaucoup voyagé… »

— Félix Leclerc
Un pronom personnel détaché en début de phrase, « moi ». Ce mot isolé d'une phrase incomplète (« moi, en ce qui me concerne… ») n'a pas de lien direct avec les souliers, sauf à prendre la partie pour le tout (synecdoque), ici « les souliers » pour le « moi ». Il s'agit d'une tournure familière pour attirer l'attention sur un propos dont on sera le centre (thème annonçant le prédicat) : l'équivalent de « quant à moi ». Cela rappelle le leitmotiv, en langage enfantin, d'un sketch ancien de Fernand Raynaud : « Moi, mon papa, il a un vélo. »
Mais c'est la formulation « mes souliers » qui apporte surtout de l'intérêt au vers du chansonnier. Au lieu d'écrire directement : « Moi, j'ai des souliers avec lesquels j'ai beaucoup voyagé. », un lien est suggéré entre la personne et l'objet (une hypallage), mettant en évidence ces objets intimes comme faisant corps avec elle, illustrant ainsi le marcheur qui a mûri au cours du long voyage de la vie.
▶ Chez Blaise Pascal :

« Le plus grand philosophe du monde, sur une planche plus large qu’il ne faut, s’il y a au-dessous un précipice, quoique sa raison le convainque de sa sûreté, son imagination prévaudra ; »

— Blaise Pascal, Pensée
« Exemple d’anacoluthe ou construction brisée. Le sujet de la phrase, comme on le voit, ne tombe directement sur aucun verbe. »
▶ Chez Stendhal :

« Ah ! jeune téméraire, dit Norbert, il y a trop de voitures, et encore menées par des imprudents !
Une fois par terre, leurs tilburys vont vous passer sur le corps ;
ils n’iront pas risquer de gâter la bouche de leur cheval, en l’arrêtant tout court. »

— Stendhal, Le Rouge et le Noir
Cet extrait, cité par Henri Morier, est donné par lui comme une faute grossière. Pourtant, dans le contexte, le sens est conservé malgré tout car il est difficile de se figurer d'entrée que ce sont les tilburys (voitures à cheval) qui sont jetées « par terre ». Le sujet est simplement rappelé par le « complément de nom » suivant. Il s'agit d'un style direct familier : c'est un personnage, Norbert, qui parle à Julien des dangers de la circulation. C'est une sorte de mise en garde et le raccourci (une fois [que vous êtes] par terre…) qui exprime la rapidité du danger ne laisse pas le temps à une interprétation différenciée. L'incohérence syntaxique est transcendée par une « logique intuitive ».
▶ Chez Baudelaire, dans un de ses plus célèbres poèmes, on trouve une utilisation de l'anacoluthe dont la réussite poétique est bien reconnue par les effets de sens qu'elle produit :

« Le Poète est semblable au prince des nuées

Qui hante la tempête et se rit de l’archer ;

Exilé sur le sol au milieu des huées,

Ses ailes de géant l’empêchent de marcher. »

— Baudelaire, L’Albatros, Les Fleurs du Mal.
Cette fois, le sujet est annoncé par un participe passé (« exilé… ») qui se rattache à la fois au sujet de la principale (le Poète) et au complément d'objet direct de la principale suivante (l'empêche) dont le sujet (ses ailes) apparaît sous forme d'une synecdoque de son propre personnage, l'oiseau (« prince des nuées »). La correction syntaxique "normée" voudrait que ce participe passé, se rapportant au sujet de la première principale, soit aussi rapporté au sujet de la seconde, et non pas à son complément d'objet ; d'autant qu'accordé au masculin singulier, « exilé » devrait se rapporter à l'albatros (ou au poète dont il est presque l'allégorie), et non au sujet féminin pluriel « ses ailes ».
On devrait donc avoir une construction du type : « Le Poète est semblable à l'albatros qui vole très bien [sous-entendu : grâce à ses grandes ailes] ; or, lorsqu'il est exilé sur le sol [...] celui-ci a justement des ailes de géant qui cette fois l'empêchent de marcher ». Ce qui revient à remplacer une audace syntaxique à l'effet poétique indéniable par une phrase normée, plus « correcte » et explicite mais aussi d'une grande platitude.
Au cœur de l'effet poétique de cette dernière strophe, l'anacoluthe met l'accent volontairement sur les ailes (qui de plus interviennent par surprise en tête de ligne), et redouble la mise en valeur du thème par sa place en début de vers : ses ailes sont en effet si immenses qu'elles éclipsent le personnage principal, l'albatros, au point même de le remplacer (par la synecdoque). Ce qui rend plus cruelles et injustes les moqueries de l'équipage, qui ne comprend rien à la science infinie du vol et à la beauté des hautes altitudes dont l'albatros est le « prince » grâce à ses ailes, devenues ridiculement longues et encombrantes quand il s'agit de marcher au sol ; de même que les gens se rient de la maladresse sociale du poète, lequel vit grâce à son génie dans un autre monde plus altier que le leur, et auquel ils n'auront jamais accès. « Cette rupture syntaxique reflète donc la rupture qu’opère le poète avec la société ».
▶ Un autre exemple connu, est issu de l'œuvre du poète José-Maria de Heredia :

« Comme un vol de gerfauts hors du charnier natal,

Fatigués de porter leurs misères hautaines,

De Palos de Moguer, routiers et capitaines

Partaient, ivres d'un rêve héroïque et brutal.

[...]

Chaque soir, espérant des lendemains épiques,

L’azur phosphorescent de la mer des Tropiques

Enchantait leur sommeil d’un mirage doré ;... »

— José-Maria de Heredia, Les conquérants
Ce sont évidemment les « routiers et capitaines », et non pas l'azur, qui espèrent. Le sujet de « espérant » n'est rappelé que par le complément d'objet du verbe principal « leur sommeil » [sommeil d'eux qui espéraient...]. La logique est maintenue dans le sens que l'azur n'a pas de sentiment ni d'intention et que le « vrai sujet » est l'élément principal du poème (ce sont donc en fait les conquérants qui espèrent, mais eux aussi qui à l'évidence s'enchantent eux-mêmes de la beauté du ciel tropical et qui l'associent dans leurs rêves à l'Eldorado, ce « mirage doré »). Or ce sens est immédiatement perceptible, c'est une sorte d'association logique entre le sens propre et le sens figuré (syllepse) qui allège le vers (plus allusif) sans nuire à la compréhension.

#### L'anantapodoton
L'anantapodoton, variante d'anacoluthe, aussi appelée particula pendens, est une figure de style dans laquelle un des termes d'une expression alternative manque dans la phrase.
Elle se construit principalement à partir de corrélations connues : tantôt... tantôt..., plus... plus..., les uns... les autres…, soit... soit..., ou... ou..., d'une part… d'autre part, etc.
C'est souvent une facilité d'écriture ou de versification qui laisse à l'auditeur ou au lecteur le soin de compléter, de rétablir ou de passer outre l'alternative. Mais son effet peut parfois s'apparenter à celui d'un trait d'humour, car la suppression de l'autre branche de l'alternative, laissant en suspens l'attente qu'on en a, renforce le caractère affirmatif ou au contraire souligne l'aspect exagéré et péremptoire éventuellement contenu dans la première option.
▶ Exemples :

« Pour les uns, c’est un grand homme, mais ça se discute. »

« Les uns, dirait-on, ne songent jamais à la réponse silencieuse de leur lecteur. »

— Paul Valéry
La suite attendue de l'énoncé (« pour les autres... », « les autres... »), qui devrait venir en symétrie, est sous-entendue. Il s'agit d'opinions dont l'alternative n'est pas indispensable, la compréhension se faisant naturellement par le raisonnement.
Exemple cité par Morier :

« Ainsi je cours de course debridée

Quand la fureur en moi s’est desbordée...

Elle me dure ou le cours du soleil, [une journée]

[on attendrait ici l'autre branche de l'alternative : « ou celui de... », qui finalement ne vient pas]

Quelquefois deux, quelquefois trois... »

— Ronsard, Poèmes
▶ Autres exemples qui apparentent éventuellement l'usage de cette figure à un trait d'humour :
- « D’une part, tu vas te taire. ». (On attendrait que la phrase se poursuive avec « d'autre part... »)[30]. L'usage, ici, de la figure de l'anantapodoton, par l'effet d'attente déçue qu'il provoque, renforce avec humour l'aspect péremptoire et injonctif, sans réplique, de la formule : « il n'y a pas d'autre option, tu dois te taire absolument » ou même « tu vas te taire et puis tu vas te taire, en un mot : tais-toi ! ». Un peu comme dans cet autre trait : « pile je gagne, face tu perds » (il n'y a pas vraiment d'alternative : tu ne peux pas gagner, les « dés » sont pipés, la règle du jeu est scélérate... Mais ici il s'agit plutôt d'un sophisme que d'une figure rhétorique).
- « Quelle différence y a-t-il entre une cigogne? ». (On attendrait que la phrase se poursuive avec « et une... »). Parfois la figure est redoublée dans les réponses humoristiques que l'on peut donner à cette fausse devinette qui frise l'humour absurde et le nonsense humour anglais : 
« — Quelle différence y a-t-il entre une cigogne? 
(Réponse 1) : — Aucune : elle ne sait ni voler ! 
(Réponse 2) : — Et bien, il y en a une qui a deux pattes, et l'autre oui ! 
(Réponse 3) : — Elle a les deux pattes pareilles, surtout la droite... ».
- Autre exemple dans la même veine : 
« — Quelle différence y a-t-il entre un tuyau d'arrosage et une enclume ? 
(Réponse) : — Aucune : ils sont tous les deux en caoutchouc, (sauf l'enclume)... ». (Ici, l'effet comique réside dans la négation brutale et absurde d'une alternative et d'une différenciation pourtant évidentes, lesquelles sont subrepticement rétablies pour finir).

#### Où le sujet est aussi complément d'agent
« Le vieillard eut raison : l’un des trois jouvenceaux
Se noya dès le port, allant à l’Amérique ;
L’autre, afin de monter aux grandes dignités,
Dans les emplois de Mars servant la République,
Par un coup imprévu vit ses jours emportés ;
Le troisième tomba d’un arbre
Que lui-même il voulut enter;
Et pleurés du vieillard, il grava sur leur marbre

Ce que je viens de raconter. »

— La Fontaine, Le vieillard et les trois jeunes hommes, Livre XI, 8
Les deux derniers vers de cet extrait d'une fable de La Fontaine sont habituellement cités comme exemple d'anacoluthe,,.
La logique syntaxique aurait en effet exigé que le sujet pronominal de la principale, « il », ne soit pas le complément d'agent nominatif (sujet) de la proposition subordonnée précédente. Pourtant, cette expression n'est pas qualifiée de solécisme (une faute) mais d'anacoluthe (figure de style). Le sens est préservé car le vieillard (sujet singulier) ne peut être confondu avec les trois jeunes hommes (complément pluriel), et le nom « vieillard » précède immédiatement le pronom « il » qui le représente dans la proposition suivante.
Le poète a tenté ici une expression audacieuse pour les besoins de la rime.

### L'anacoluthe comme cohérence psychologique remplaçant la cohérence syntaxique
Dans ce type de construction, la syntaxe de la langue n'est pas respectée et c'est le contexte psychologique qui donne son sens à la phrase poétique.

#### Une phrase commencée, oubliée
Pour Henri Bonnard « il y a anacoluthe quand une construction commencée est oubliée et fait place à une autre », exemple :

« Ô ciel ! plus j'examine, et plus je le regarde,

C'est lui. D'horreur encor tous mes sens sont saisis. »

— Jean Racine, Athalie
La correction réclamerait : « plus il me semble que c'est lui… ». C'est cette action de s'interrompre en parlant ou de cesser de parler (nommée aposiopèse) qui caractérise cette anacoluthe.
Si on replace les vers dans le contexte de la pièce : Athalie est en train d'examiner Eliacin, qui est en fait Joas, son petit-fils disparu. Soudain, elle reconnait Joas (qui est sous-entendu dans le vers, car elle est trop absorbée par son examen), elle ne termine pas sa phrase et exprime un « C'est lui. ». La cohérence psychologique a remplacé la cohérence syntaxique.

#### Enthymémisme
Pierre Fontanier a tenté de définir une nouvelle figure : l'enthymémisme. Le raisonnement du syllogisme (enthymème) y cède la place à la logique expresse d'un fort sentiment (amour, indignation, mépris, inquiétude, etc.) puis assortie d'une conclusion jaillissante (exclamation ou interrogation exclamative). Cette figure accompagne la plupart des exemples d'anacoluthe de cette catégorie. Mais il semble que sa définition, si elle est intéressante et détermine bien ce procédé, n'ait pas été reprise.
L'exemple suivant montre une liaison abrupte de deux groupes syntaxiques (asyndète) et le vers est construit sur une double ellipse, une sur chaque hémistiche.

« Je t'aimais inconstant, qu'aurais-je fait fidèle ? »

— Racine, Andromaque.
En effet « « Inconstant » et « Fidèle » renvoient tous les deux à  » t’ » et pas à « je » ».

« [Puisque] je t'aimais [quand tu étais] inconstant, [imagine combien] je t'aurais aimé [si tu avais été] fidèle ! »

Les deux procédés, assortis d'un « enthymémisme », s'unissent pour créer un raccourci saisissant de la passion exaltée d'Hermione. Cependant, il n'y a pas offense à la syntaxe et le sens est conservé.

« Captive, toujours triste, importune à moi-même,

Pouvez-vous souhaiter qu'Andromaque vous aime ? »

— Racine, Andromaque
Là encore : interrogation brusque du second vers. On trouve aussi une sorte d'anastrophe dans le premier vers mais avec une apposition qui se rattache au sujet d'une subordonnée très lointaine. Racine aurait pu inverser facilement les deux vers. Pourtant, il aurait manqué un trait psychologique.
Une énallage accentue l'expression. Le premier segment est à la première personne et, dans le vers suivant, le sujet qui s'y rattache est à la troisième personne. Lors de son entretien avec Pyrrhus, Andromaque s'épanche d'abord, puis se voyant trop intimiste (« à moi-même ») devant le vainqueur qui la retient prisonnière, elle coupe court avec une interrogation « enthymémique » afin de reprendre son personnage officiel : Andromaque, princesse otage de guerre, veuve du héros Hector.

« Vous voulez que ce Dieu vous comble de bienfaits,

Et ne l'aimer jamais ? »

— Racine, Athalie
Un mouvement d'indignation encore illustré par un enthymémisme, où l'on note aussi un report expressif de l'adverbe « jamais » en fin de phrase. De ce fait, la rupture syntaxique passe bien. Ce procédé est surtout employé en poésie où la concision est souvent recherchée. Le mélange d'une conjonctive et d'une infinitive est généralement proscrit, surtout en prose, à cause d'une dissymétrie souvent inélégante, quoiqu'il soit désormais accepté dans la langue familière.

#### Aposiopèse
Cette figure de style consiste à suspendre le sens d'une phrase en laissant au lecteur le soin de la compléter.

« La douceur de sa voix, son enfance, sa grâce,

Font insensiblement à mon inimitié

Succéder… Je serais sensible à la pitié ? »

— Racine, Athalie
Cette fois, il s'agit comme d'un monologue intérieur et la ponctuation indique clairement que le propos n'est pas continué (aposiopèse) à cause d'un sentiment soudain qui envahit le personnage et que ce dernier va exprimer avec davantage d'émotion par un enthymémisme.

## Usages dans la culture contemporaine

### Culture populaire
« Anacoluthe » est un des jurons favoris du capitaine Haddock.

### Presse
Dans le journal Le Monde, un lecteur s'est plaint de « cet envahissement d’anacoluthes dont est actuellement victime la presse écrite francophone... » dont il cite l'exemple d'un article paru en juillet 2012 intitulé « Celui par qui le VIH arriva… » : « Soupçonné d’être un prostitué, la mort de cet adolescent fait émerger à nouveau des fantasmes autour du lien entre la maladie inconnue et la dépravation sexuelle ».
En 2015, Mediapart considère que « si l’anacoluthe a de beaux jours devant elle, c’est parce que le discours dominant devient à la fois de plus en plus pauvre et de plus en plus normatif et autoritaire. Mais ce n’est plus le message qui est autoritaire, c’est le medium. ».
Elle a fini par passer aux aveux, tout en minimisant sa participation, de même que les autres suspects.
[Interprétation personnelle ?]

#### Rap
Dans l'album, La Cuenta, sorti en 2010 par le rappeur Rohff, on peut lire dans le morceau Thug Mariage « J'me fasse une banque, finisse au trou comme la boule noire »[pertinence contestée].